# 2003年アジア野球選手権大会
「アサヒビールチャレンジ」第22回アジア野球選手権大会2003は2003年（平成15年）10月31日から11月7日に北海道札幌市で開催された野球ナショナルチームのアジアチャンピオン決定戦。アテネオリンピック野球競技のアジア地区予選大会を兼ねる。

## 大会の概要

### 試合会場
- 札幌ドーム

### 出場国
- 日本（開催国） - 野球日本代表（監督：長嶋茂雄）
- 韓国 - 野球大韓民国代表（監督：金在博）
- チャイニーズタイペイ - 野球チャイニーズタイペイ代表（監督：徐生明）
- 中国 - 野球中華人民共和国代表（監督：ジム・ラフィーバー）
- フィリピン - 野球フィリピン代表（監督：エラジョ・パラダス）
- インドネシア - 野球インドネシア代表（監督：Lukmanul HAKIM）
- パキスタン - 野球パキスタン代表（監督：渡辺博敏）

### 予選リーグ
10月31日から11月2日に、中国、フィリピン、インドネシア、パキスタンの4カ国・地域による総当り1回戦のリーグ戦を行う。この1次予選1位の国のみが決勝リーグに進出する。

### 決勝リーグ
シード枠で出場する日本、韓国、チャイニーズタイペイの3カ国と予選1位の1カ国が11月5日から11月7日に1回戦総当りのリーグ戦を行い、優勝チームと準優勝チームがアテネ五輪出場権を獲得する。

### 主催
- 主催：アジア野球連盟・国際野球連盟
- 主管：アジア野球選手権大会2003組織委員会
- 特別協賛：アサヒビール株式会社

## 試合結果

### 予選リーグ
| 順位 | 国           | CHN   | PHI   | INA   | PAK   | 勝 | 分 | 負 | 得 | 失 |
| ---- | ------------ | ----- | ----- | ----- | ----- | -- | -- | -- | -- | -- |
| 1    | 中国         | -     | ○7-1  | ○15-0 | ○19-0 | 3  | 0  | 0  | 41 | 1  |
| 2    | フィリピン   | ●1-7  | -     | ●0-7  | ○12-0 | 1  | 0  | 2  | 13 | 14 |
| 3    | インドネシア | ●0-15 | ○7-0  | -     | ●5-11 | 1  | 0  | 2  | 12 | 26 |
| 4    | パキスタン   | ●0-19 | ●0-12 | ○11-5 | -     | 1  | 0  | 2  | 11 | 36 |

※緑枠が決勝リーグ進出
- 10月31日
  -  インドネシア 5 - 11  パキスタン
  -  中国 7 - 1  フィリピン

- 11月1日
  -  インドネシア 0 - 15  中国（7回コールド）
  -  パキスタン 0 - 12  フィリピン（8回コールド）

- 11月2日
  -  フィリピン 0 - 7   インドネシア
  -  パキスタン 0 - 19  中国（7回コールド）

### 決勝リーグ
| 順位 | 国                   | JPN   | TPE  | KOR  | CHN   | 勝 | 分 | 負 | 得 | 失 |
| ---- | -------------------- | ----- | ---- | ---- | ----- | -- | -- | -- | -- | -- |
| 1    | 日本                 | -     | ○9-0 | ○2-0 | ○13-1 | 3  | 0  | 0  | 24 | 1  |
| 2    | チャイニーズタイペイ | ●0-9  | -    | ○5-4 | ○3-1  | 2  | 0  | 1  | 12 | 14 |
| 3    | 韓国                 | ●0-2  | ●4-5 | -    | ○6-1  | 1  | 0  | 2  | 10 | 8  |
| 4    | 中国                 | ●1-13 | ●1-3 | ●1-6 | -     | 0  | 0  | 3  | 3  | 22 |

※水色枠がオリンピック出場。日本は12回目の優勝。
- 11月5日
  -  チャイニーズタイペイ 5 - 4  韓国（延長10回）
  -  中国 1 - 13  日本

- 11月6日
  -  韓国 6 - 1  中国
  -  日本 9 - 0  チャイニーズタイペイ
- 11月7日
  -  チャイニーズタイペイ 3 - 1  中国
  -  韓国 0 - 2  日本

| 2003年アジア野球選手権大会優勝国 |
| -------------------------------- |
| · 日本                           |

## 表彰
- 最高殊勲選手賞・最優秀打者：宮本慎也（日本）
- 最優秀投手：松坂大輔（日本）
- 首位打者賞：高橋由伸（日本）
- 打点王：福留孝介（日本）

## テレビ・ラジオ中継

### テレビ中継
- 第1戦：フジテレビ系列
- 第2戦：日本テレビ系列
- 第3戦：TBS系列

### ラジオ中継
- TBSラジオ：第1戦はHBCとの2局ネット。2・3戦はSBSも加えた3局ネット。
- ニッポン放送：3戦ともSTV・ABCなど10局ネット。
- 文化放送：第2・3戦のみ中継。第2戦のみRNBもネット。
- ラジオ日本・岐阜放送：第3戦のみ中継。

## 日本代表
- 監　督：長嶋茂雄
- コーチ：中畑清、大野豊、高木豊
- 投　手：上原浩治、岩瀬仁紀、松坂大輔、和田毅、木佐貫洋、安藤優也、黒田博樹、小林雅英、石井弘寿
- 捕　手：谷繁元信、城島健司
- 内野手：二岡智宏、井端弘和、小笠原道大、松井稼頭央、宮本慎也
- 外野手：高橋由伸、和田一浩、木村拓也、福留孝介、谷佳知、赤星憲広